# Otočje Auckland
Otočje Auckland je otočje koje se nalazi u Tihom oceanu, 465 km južno od Južnog otoka Novog Zelanda. 

## Etimologija
Ime mu je dao kapetan kitolovca Ocean, Abraham Bristow po otkriću 1806. godine, i to po očevom prijatelju, Lordu Williamu Edenu Aucklandu.

## Zemljopis
Otočje Auckland nalazi je 360 km južno od otoka Stewart i 465 km od luke Bluff na južnom otoku, između geografske širine 50° 30' i 50° 55' J i geografske dužine 165° 50' i 166° 20' E.
Otočje se sastoji od skupine negostoljubivih i nenaseljenih vulkanskih otočića ukupne površine kopna od 625 km². 
Pored glavnog otoka Auckland (Motu Maha) površine 510 km², tu su i otoci:  Adams (100 km²), Otok razočaranja (10 km², 10 km SZ od glavnog otoka), Enderby (1 km², 1 km od sjevernog vrha glavnog otoka), te manje hridi kao što su: Ewing i Rosei. Otoci su blizu jedan drugome, odvojeni uskim kanalima, a obala je razvedena, s brojnim dubokim uvalama.
Otok Auckland, glavni otok, ima površinu od približno 510 km², a dug je 42 km. Poznat je po svojim strmim liticama i neravnom terenu koji se penje na preko 600 m. Istaknuti vrhovi uključuju Cavern Peak (659 m), Mount Raynal (635 m), Mount D'Urville (630 m), Mount Easton (610 m) i Babilonska kula (550 m). Južni kraj otoka širi se na 26 km.
Ovdje uski kanal luke Carnley (Adamsov tjesnac na nekim kartama) odvaja glavni otok od otprilike trokutastog Adamsovog otoka (površine približno 100 km²), koji je još brdovitiji. Najviša točka otočja je 705 m visok rub ugaslog vulkana Mount Dick na zapadnoj strani otoka Adams. Kanal je ostatak kratera ugašenog vulkana, a otok Adams i južni dio glavnog otoka čine rub kratera. Glavni otok ima mnogo oštro urezanih uvala, posebice Port Ross na sjevernom kraju.
Većina otoka ima vulkansko podrijetlo, s arhipelagom kojim dominiraju dva 12 milijuna godina stara miocenska štitasta vulkana, koji su kasnije erodirani i rasječeni. Oni počivaju na starijim vulkanskim stijenama 15–25 milijuna godina s nekim starijim granitima i sedimentnim stijenama koje sadrže fosile stare oko 100 milijuna godina.

## Flora i fauna
Vegetaciju predtsvalja subantarktička zakržljala stabla, te grmlja i trava. Fauna se sastoji uglavnom od morskih vrsta: morski lav, morski slon, morski psi, pingvini i morske ptice. U 19. i 20. stoljeću na otocima su uzgajane domaće životinje (goveda, ovce, koze, psi, oposumi i kunići) koji su do 90-ih godina 20. stoljeća, na jedan ili drugi način, uništili ekosustav otočja. Od tada su na otočju mogu naći samo divlje kokoši i svinje. Posljednji kunići i miševi su uništeni 1993. god. na otoku Enderby. Zanimljivo, štakora nema na ovim otocima, iako su na drugim otocima ove geografske širine masovno prisutni.

## Zaštita
Otočje Auckland je nenaseljeno i cijelo je pretvoreno u pomorski rezervat prirode.  Često ga posjećuju znanstvene ekspedicije, a od 1942. – 45. god. na glavnom otoku je djelovala stalna vojna postaja. Ekološki, ono pripada novozelandskim subantarktičkim otočjima koji su zajedno upisani na UNESCO-ov popis mjesta svjetske baštine u Australiji i Oceaniji 1998. god.

## Vanjske poveznice
- Auckland Islands Marine Reserve, New Zealand Department of Conservation (engl.)

### Ostali projekti
|  | Zajednički poslužitelj ima još gradiva o temi Otočje Auckland |